# NGC 7402
NGC 7402 este o hi (21cm) source⁠(d) situată în constelația Peștii. A fost descoperită în 2 octombrie 1856 de către William Parsons, 3rd Earl of Rosse⁠(d).